# 씨네21
《씨네 21》은 1995년 4월 14일 한겨레신문사가 창간한 대한민국의 영화 전문 잡지이다. 1대 편집장은 당시 문화부 기자로 일하던 조선희가 맡았다. 창간1호 특집은 '누가 한국 영화계를 움직이는가', 한국영화파워 50으로 영화계의 '권력'을 영화 관계자 투표로 순위 매겼다. 2003년 8월 1일 한겨레신문사로부터 분사해 씨네21(주) 법인을 꾸렸다.

## 역대 편집장
1. 조선희 (1995년 4월 14일~2000년 5월)
2. 안정숙 (2000년 5월~2002년 10월)
3. 허문영 (2002년 10월~2003년 7월)
4. 김소희 (2003년 7월~2005년 3월)
5. 남동철 (2005년 3월 26일~ 2008년 10월[3])
6. 고경태 (2008년 10월[4]~2010년 1월[5])
7. 문석 (2010년 1월[6]~2013년 2월[7])
8. 이영진 (2013년 2월[8]~2015년 2월)
9. 주성철 (2015년 2월~2019년 11월[9])
10. 장영엽 (2019년 12월~)[10]

## 씨네21과 대한민국의 영화 잡지 시장
1995년 5월 월간지 〈키노〉, 1995년 12월 미국으로부터 라이선스를 얻은 영화잡지 〈프리미어〉 한국판이 창간되면서 대한민국의 영화 잡지 시장이 급성장을 보였다. 이전까지 영화잡지 시장에는 〈스크린〉(1984년 3월 창간), 〈로드쇼〉가 있었다. 1998년 6월에는 무가지 바람을 타고 〈NeGa〉가 창간되었다.(이후 2000년 1월 유가로 전환된다.) 1999년 10월에는 주간지 〈프리뷰〉가 창간되었으나 4호까지 내고 사라진다. 하지만 주간지 시장이 발동 걸리는 데는 얼마 걸리지 않았다. 2000년 9월 2일 〈씨네버스〉, 같은 해 12월 19일 〈film 2.0〉이라는 주간지가 창간되면서 영화잡지계는 주간지 시장으로 급격히 재편했다. 2001년 11월에는 〈무비위크〉가 가격 '1000원'을 내세우며 영화주간지 시장으로 뛰어든다. 〈씨네버스〉는 2003년 12월 갑작스럽게 발행을 중단하고 만다. 〈film 2.0〉은 2004년 1월 1000원으로 가격을 내린다. 주간지 시장은 성황을 누린 데 비해 월간지 시장은 하향세를 걸었다. 〈키노〉는 2003년 7월호(통권 99호)를 끝으로 폐간하고 〈로드쇼〉는 폐간과 복간, 재창간을 반복하다가 2003년 결국 폐간한다. 도중에 격주간지 형태로 전환하기도 했다. 〈프리미어〉는 2006년 8월 격주간지로 바뀌었다. 아울러 <film 2.0>역시 모회사인 (주)미디어코프의 경영악화로 2008년 12월을 끝으로 휴간한 상태이다. 유일한 영화 월간지이던 스크린은 2010년 12월 폐간되었으며, 주간지는 <씨네21>과 <무비위크> 두 가지만 남아있던 상태였다. 하지만 <무비위크> 역시 2013년 3월 마지막주를 끝으로 경영악화를 이유로 폐간(명목상은 무가지인 <매거진M>과 통합. 통합 후 <매거진M>은 격주간 무가지에서 주간 유가지(2000원)으로 바뀜)되었고, 현재 영화잡지는 <씨네21>과 2012년 12월에 창간된 중앙일보 계열의 <매거진M>, 그리고 영화 티케팅 업체 맥스무비의 <맥스무비 온라인 데일리>, <맥스무비 매거진> 이 남아있다.

## 영화평점
씨네21은 한국영화를 포함한 폭넓은 영화들에 대해 네티즌 평점과 영화전문가 평점을 동시하여 표시하는 '영화별점' 시스템을 운영하고 있다.
이는 로튼 토마토와는 또다른 영화에대한 분석 정보를 다양하고 쉽게 접할 기회를 제공하는데 박스오피스, 최신영화, 최고점 등으로 데이터베이스화되어있다.

## 같이 보기
- 씨네21 영화상
- 씨네21 영화평론상
- 로튼 토마토
- 박스오피스